# Passo di Pampeago
De Passo di Pampeago (Duits: Reiterjoch) is een bergpas tussen Tesero en Deutschnofen en ligt op de grens van de provincies Trento en Bolzano in de Dolomieten. Aan de zuidkant kan de pas bereikt worden vanuit het gehucht Alpe di Pampeago (1757 m). Het hoogste punt van de bergpas ligt op 1983 meter.
De onverharde verbinding tussen Alpe di Pampeago en Obereggen werd in november 2011 verhard omdat de 19e etappe van de Ronde van Italië in 2012 er langs komt.

## Wielrennen
De helling begint bij Alpe di Pampeago in de gemeente Tesero. In minder dan acht kilometer is het hoogteverschil 765 meter met een gemiddeld stijgingspercentage van bijna 10%. Van de acht kilometer zijn vooral de laatste kilometers erg zwaar met een maximum stijgingspercentage van 14%.
De berg heeft vooral goede herinneringen aan de Italiaan Marco Pantani die hier op de doorgang met de Ronde van Italië in de 18e etappe in 1998 en de 19e etappe in 1999 de roze leiderstrui pakte. In 1998 bezorgde hij hiermee zijn medevluchter en ploeggenoot, de Rus Pavel Tonkov, de overwinning. Een jaar later kwam hij alleen over de top.
In de 14e etappe van de Ronde van Italië 2003 passeerde de Girokaravaan wederom de pas. Ditmaal was de Italiaan Gilberto Simoni succesvol. Tevens verdedigde hij hier succesvol de roze trui die hij in de 10e etappe dat jaar veroverd had. Vijf jaar later keerde het peloton opnieuw terug naar de Dolomieten in de 14e etappe van de Ronde van Italië 2008. Deze etappe werd gewonnen door de Italiaan Emanuele Sella. Deze overwinning is echter later geschrapt omdat Sella betrapt werd op dopinggebruik. In de negentiende rit van de Ronde van Italië 2012 kwam de Tsjech Roman Kreuziger als eerste bovenaan en won zo rit.
| Jaar | Etappe | Start etappe         | Afstand | Etappe winnaar  | Rozetruidrager    |
| ---- | ------ | -------------------- | ------- | --------------- | ----------------- |
| 1998 | 18e    | Selva di Val Gardena | 115 km  | Pavel Tonkov    | Marco Pantani     |
| 1999 | 19e    | Castelfranco Veneto  | 166 km  | Marco Pantani   | Marco Pantani     |
| 2003 | 14e    | Marostica            | 162 km  | Gilberto Simoni | Gilberto Simoni   |
| 2008 | 14e    | Verona               | 195 km  | Emanuele Sella  | Gabriele Bosisio  |
| 2012 | 19e    | Treviso              | 197 km  | Roman Kreuziger | Joaquim Rodríguez |